# Alexandre Ananchenko
Alexandre Ananchenko (1967) es un político que se desempeñó como primer ministro de Donetsk de 2018 a 2022, cuando renunció a su cargo.

## Biografía
Ananchenko nació en 1967 en Selydove, Donetsk, Ucrania. Tiene ciudadanía ucraniana y educación superior. Fue director de la sucursal de una empresa propiedad del oligarca Serhiy Kurchenko en la ciudad de Krivets (Óblast de Kursk, Rusia), así como su asesor. Desde 2013 vive en el este de Ucrania, donde en 2014 colaboró con las fuerzas rusas que invadieron la región de Donbass. El 7 de septiembre de 2018, el jefe interino de la organización terrorista de la República Popular de Donetsk (RPD), Denis Pushilin, lo nombró vice primer ministro.
En abril de 2022, en respuesta a la invasión rusa de Ucrania, Ananchenko se agregó a la lista de sanciones de la Unión Europea "en respuesta a la continua agresión militar rusa injustificada y no provocada contra Ucrania y otras acciones que dañan o amenazan la integridad territorial, la soberanía y la independencia de Ucrania". El 8 de junio de 2022 renunció, lo que provocó la renuncia del gobierno de la RPD.